# Noord-Fries

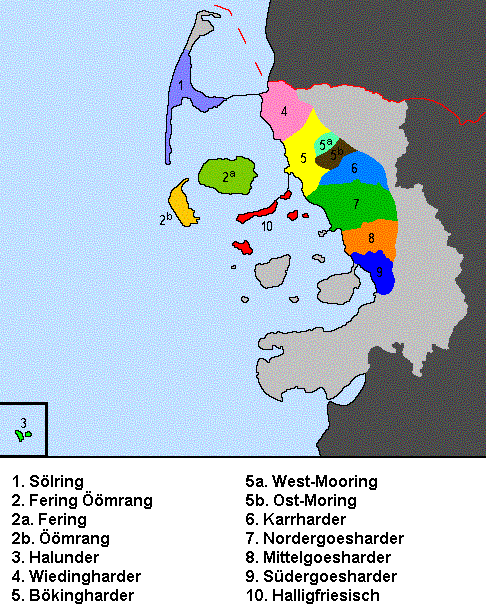
Overzichtskaart met de verschillende dialecten binnen het Noord-Fries.

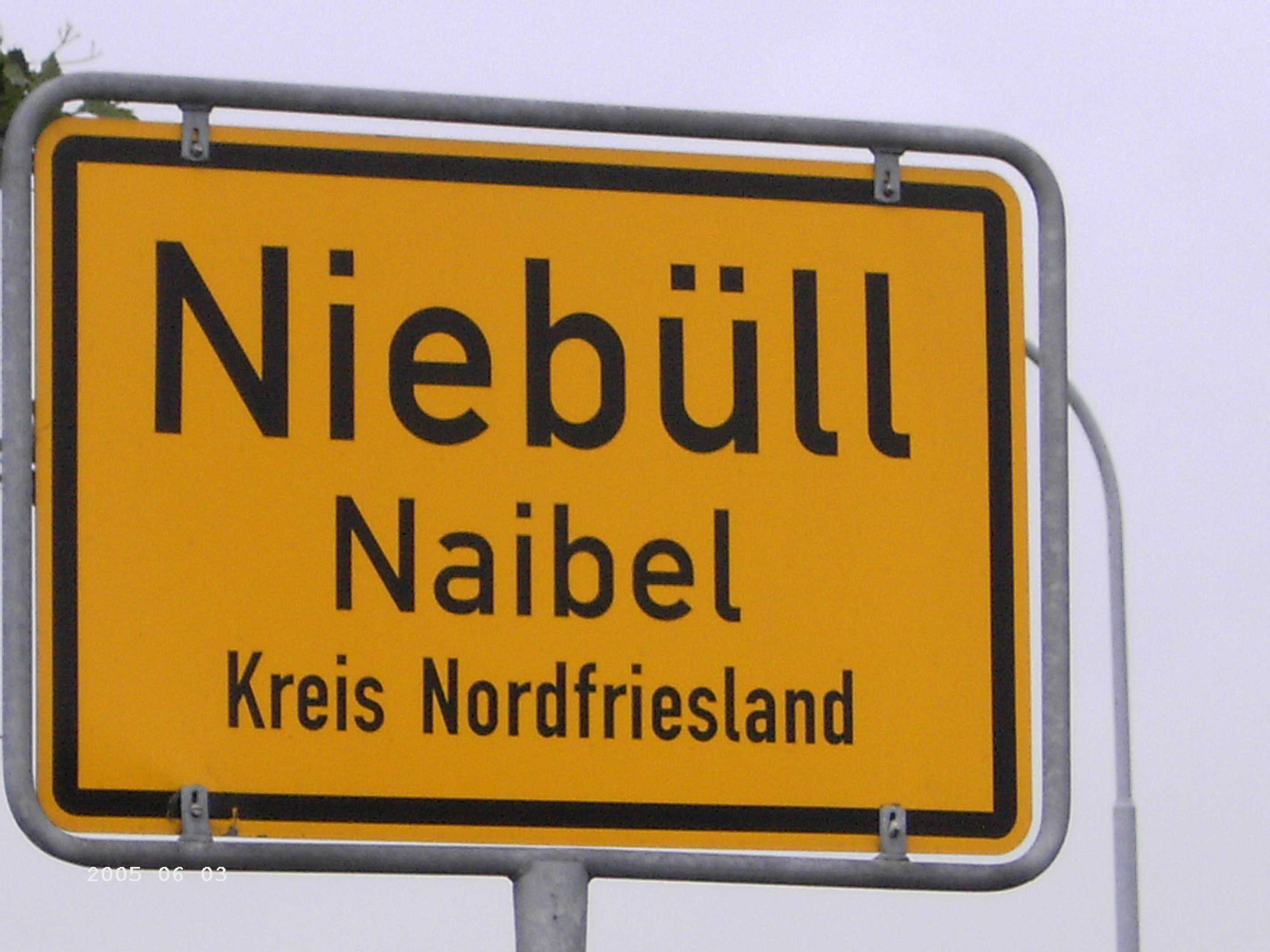
Tweetalig plaatsnaambord met Hoogduits en Noord-Fries in Niebüll. De afgelopen jaren is de positie van het Noord-Fries in het openbare leven versterkt.

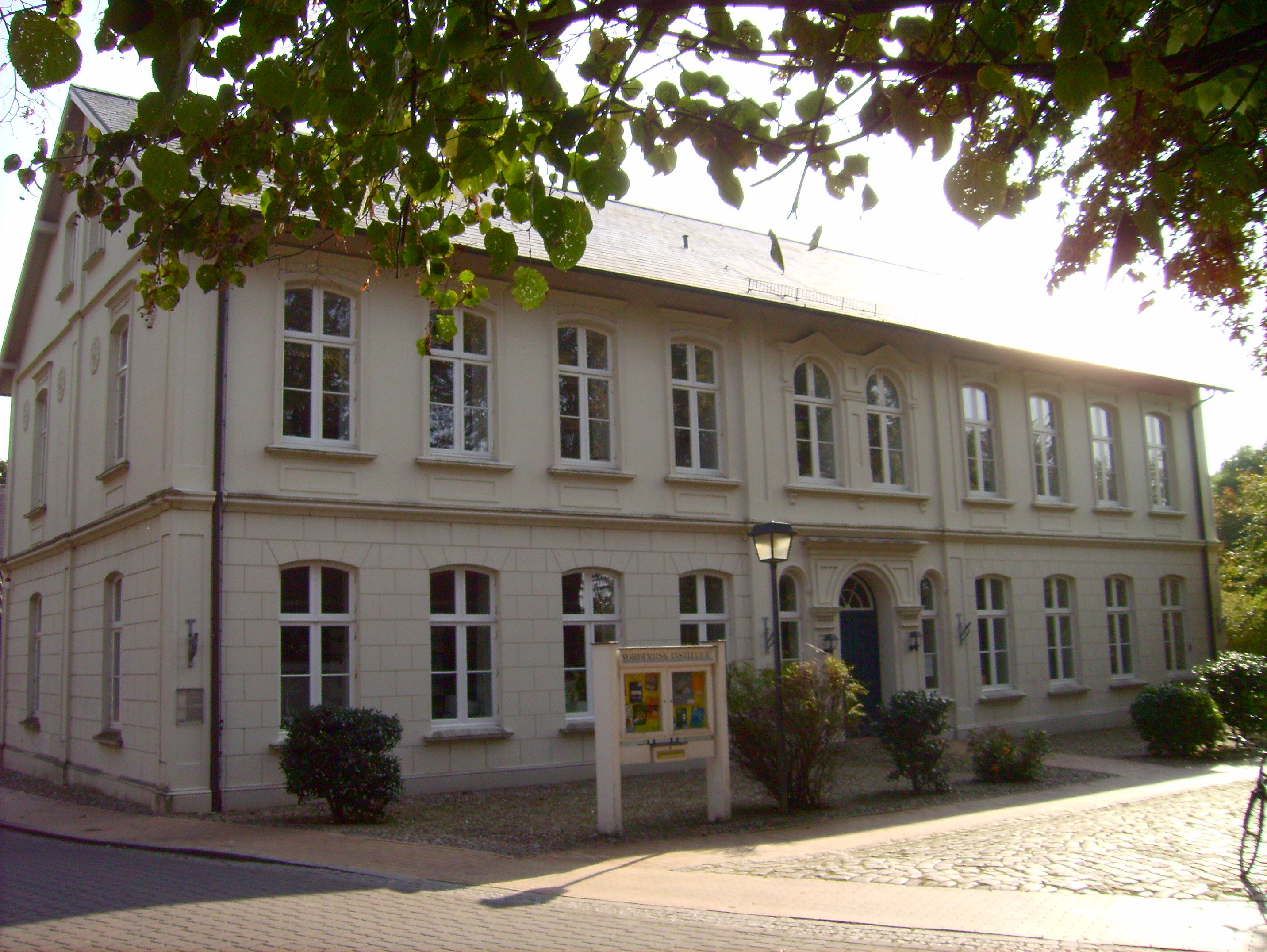
Nordfriisk Instituut in Bredstedt.

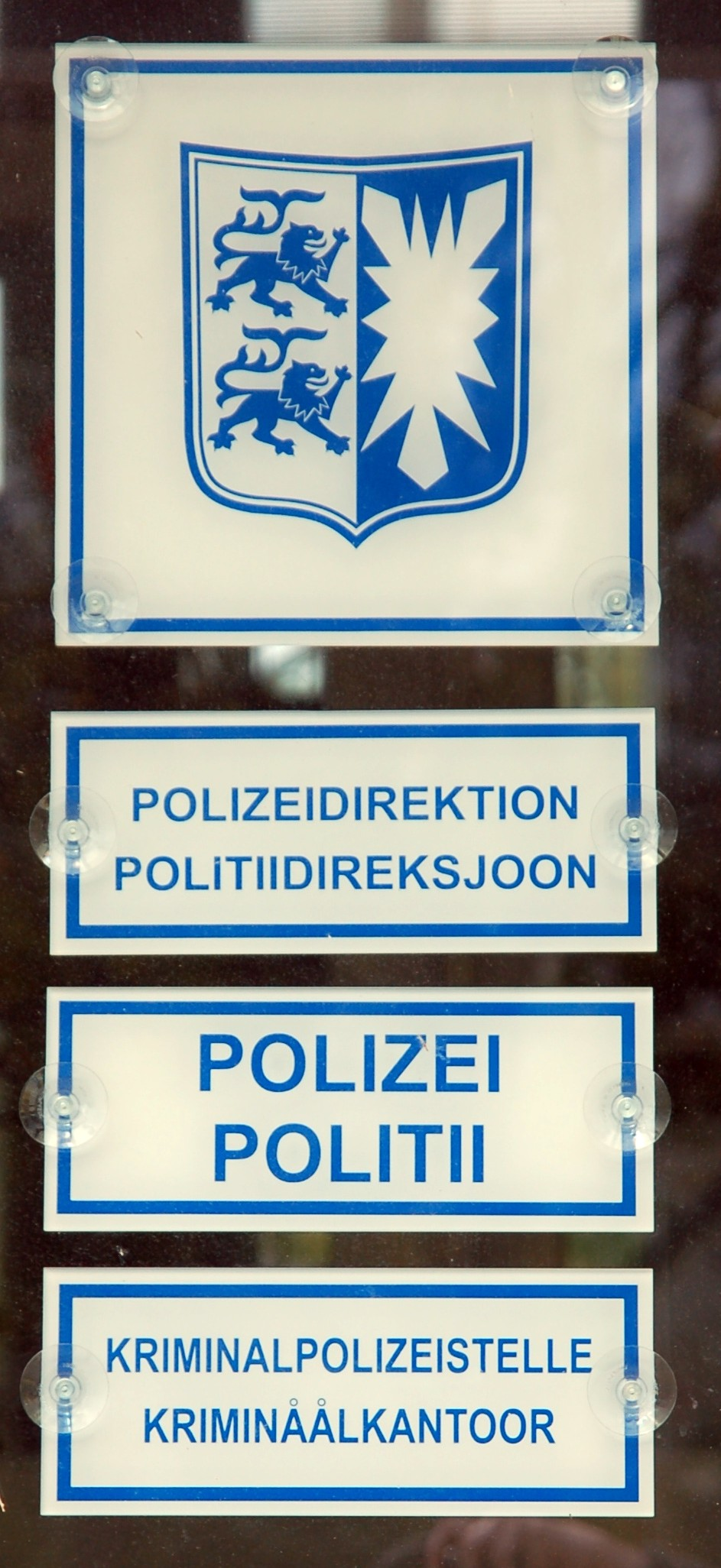
Tweetalig opschrift bij het Politieburo te Husum.

Noord-Fries is de benaming voor de Friese taal zoals die in Noord-Friesland ten zuiden van de Deens-Duitse grens gesproken wordt. 

## Indeling
Het Noord-Fries bestaat uit een aantal zeer uiteenlopende dialecten, met als hoofdverdeling:
- Eiland-Noord-Fries
  - Het Fering-Öömrang op Föhr en Amrum
  - Het Söl'ring op Sylt
  - Het Halunderfreesk op Helgoland
- Vastewal-Noord-Fries
  - Het Mooring in de Bökingharde
  - Het Wiringhiirderfreesk in de Wiedingharde
  - Het Karrhiirderfreesch in de Karrharde
  - Gooshiirderfreesch in de Goesharden
  - Halifreesk op de Halligen

## Taalstatus

### Vitaliteit
Alle nu nog gesproken Noord-Friese dialecten worden in hun voortbestaan bedreigd. Van deze zijn er verscheidene in de vorige eeuw al uitgestorven als spreektaal zoals het Goesharders en Karrharders. Dat weerspiegelt zich in de kennis van het Noord-Fries welke varieert van slechts een paar procent in de Goesharde tot een derde van de bevolking op Föhr en Amrum. Dat de dialecten onder elkaar slecht te verstaan zijn (behalve de eilandtalen van Föhr en Amrum: Feering en Öömrang) en dus slechts lokaal of in kleiner regionaal verband bruikbaar, draagt bij aan hun uitsterven. Maar ook het toerisme en de immigratie vanuit Duitstalige gebieden (vooral massaal op Sylt waar vrijwel geen autochtone gemeenschap meer bestaat), en de kwetsbaarheid van zeer kleine sprekersgemeenschappen (m.n. op de Halligen, die samen slechts zo'n 300 inwoners hebben) spelen mee. De overlevingskansen voor het Feering en het Öömrang, die nog in een aantal families aan de jongste generatie worden doorgegeven, en het dialect van de Bökingharde, dat inmiddels vaak als Noord-Friese lingua franca gebruikt wordt, zijn de laatste jaren verbeterd, voor het voortbestaan van de andere dialecten moet gevreesd worden.

### Bestuurlijk
Het Fries is inmiddels in Duitsland onder hoofdstuk drie van het Europees Handvest voor Minderheidstalen erkend.   In Sleeswijk-Holstein is in 2004 een taalwet (het Friisk-Gesäts) aangenomen waarin de bestuurlijke status van het Noord-Fries is vastgelegd. Hierin is onder andere het gebruik van tweetalige plaatsnaamborden vastgelegd en het gebruik van Noord-Fries als bestuurstaal toegelaten. Het probleem bij dat laatste is dat de geconstrueerde uniforme Noordfriese standaardtaal niet algemeen erkend en in gebruik is, en de reikwijdte, en bestuursrechtelijke gebruikswaarde van het geschreven Noordfries dus beperkt blijft. Dat maakt een erkenning als 'bestuurstaal' tot statussymboliek. In 2005 begon de Deutsche Bahn in het Noord-Friese taalgebied tweetalige stationsborden te plaatsen. De Friezen in Duitsland zijn sinds 1998 als nationale minderheid erkend onder het Kaderverdrag inzake de bescherming van nationale minderheden. Daarnaast zijn de Friezen met de Denen onder artikel vijf van de Grondwet van Sleeswijk-Holstein erkend als minderheid.

### Onderwijs
Het Nordfriisk Instituut, gevestigd in Bredstedt (Bräist), is het wetenschappelijk instituut voor alle varianten van het Noord-Fries. Eveneens in Bredstedt bevindt zich het Friisk Hüs waar verschillende taalorganisaties vertegenwoordigd zijn. Het volgen van een studie Noord-Fries op universitair niveau is mogelijk aan de Christian Albrechts Universiteit in Kiel. In het basisonderwijs zijn er jaarlijks zo'n duizend leerlingen die twee uur per week les krijgen over de taal, overigens vooral in de plaatselijke dialectvariatie. In het voortgezet onderwijs zijn er niet meer dan tweehonderd. Een groot deel van deze scholen bevindt zich op de eilanden Föhr en Amrum, en in de Bökingharde. In Risum-Lindholm wordt de taal in één school - de Risem-Schölj - tevens als voertaal gebruikt.

## Voorbeelden in de verschillende dialecten
Uit het onderstaande zinnetje blijkt duidelijk hoezeer de verschillende hoofddialecten van het Noord-Fries uiteenlopen, en hoezeer de dialecten van Föhr en Amrum op elkaar lijken. De vertaling luidt: "'Licht, oude maan, licht', riep Hawelman, maar de maan was nergens te zien en de sterren ook niet; ze waren al allemaal naar bed gegaan." 
De verschillen tussen de dialecten wijzigt ook dit document met vertalingen van het Onzevader.

### Eiland-Noord-Fries
Söl'ring:
„Ljucht, ual Muun, ljucht!” skriilt Häwelmann, man di Muun wiar narigen tö sen en uk di Stiaren ek; ja wiar al altermaal tö Ber gingen.
Feering:
„Locht, ual muun, locht!” rep Heewelmaan, man a muun wiar nochhuaren tu sen an a stäären uk ei; jo wiar al altermaal tu baad gingen.
Helgolands:
„Lochte, ool Muun, lochte!” rüp Heäwelman, oawers de Muun wear naarni tu sin’n en uk de Steern ni; dja wear al allemoal tu Baad gingen.
Öömrang:
„Locht, dü ual muun, locht!” rep Heewelmaan, man a muun wiar nochhuaren tu sen an a stäären uk ei; jo wiar al altumaal tu baad gingen.

### Vastewal-Noord-Fries
Noorder-Goeshards:
„Jocht, uule moune, jocht!” biilked Hääwelmoon, ors e moune waas närngs to schüns än da steere ok ai; ja weern al aal to beede gingen.
Wiedinghards:
„Ljocht, uuile moone, ljocht!” biilked Hääwelmuon, män e moone was näärgen to schüns än uk e steere ai; jä würn al altomoale to beerd gingen.
Halligfries:
„Jaacht, uale mööne, jaacht!” bölked Hääwelmoon, man de mööne woas näärngs to siinen än de steere uk ee; jä weern al altomaole to beed giangen.
Bökinghards:
„Jucht, üülje moune, jucht!” biiljked Hääwelmoon, ouers e moune wus nargne tu schüns än e stääre uk ai; ja wjarn ål åltumååle tu beed lim.
Het Noord-Fries heeft in "ffr" als ISO 639-3-taalcode.

### Westerlauwers Fries
Ljocht, âlde moanne, ljocht, skreaude Hawelman, mar de moanne wie nearne te sjen en de stjerren ek net; hja wiene allegear op bêd gien.
In vergelijking met de Duitse en Deense Friese-varianten ontbreken daar de bijzondere klinkers met accent circonflexe (het 'dakje') maar gebruikt men wel de Deense å.